# 한기호 (1952년)
한기호(韓起鎬, 1952년 10월 1일~) 대한민국 군인 출신의 정치인이다. 제18·19·21·22대 국회의원이다.
그의 부모는 원래 강원도 김화군 근북면 백덕리에 살았지만 한국 전쟁 전에 월남을 한 뒤 북한 당국에 붙잡힐 경우 보복을 당할 것을 우려해 피난을 갔고, 피난을 갔던 경상남도 밀양에서 한기호가 태어났다. 전쟁이 끝나자 백덕리는 가까스로 남한 영토가 되었지만, 민간인이 거주할 수 없는 비무장지대에 있게 되어 한기호의 부모는 고향과 가까운 강원도 철원군 서면 와수리에 정착하였다. 고등학교를 다닐 시기에는 서울로 상경하여, 한양공고에서 재학하였다. 육군사관학교 31기 출신이며, 주로 야전 분야에서 근무하였다. 육군 중장 예편 이후 국회에 입성하여 주로 국방위원회에서 활동하고 있다. 김용현 전 국방부 장관의 후임자로 모색되었으나, 본인이 직접 고사의 뜻을 밝혔다.

## 학력
- 1965년 철원군 와수국민학교 졸업
- 1968년 철원군 김화중학교 졸업
- 1971년 서울 한양공업고등학교 졸업
- 1975년 육군사관학교 공학 학사(31기)
- 1988년 육군공병학교 졸업
- 1990년 육군보병학교 졸업
- 1993년 동국대학교 행정대학원 안보행정학과 행정학 석사

## 경력
- 제25보병사단 제72보병연대 소대장
- 육군3사관학교 생도대 훈육장교
- 제3보병사단 제22보병연대 중대장
- 제3보병사단 수색대대 중대장
- 제3보병사단장 전속부관
- 수도경비사령관 전속부관
- 수도방위사령부 제33경비단 보충대장
- 수도사단 기갑여단 작전과장
- 수도기계화보병사단 제101기계화보병대대장
- 수도기계화보병사단 작전참모
- 육군본부 작전참모부 작전장교
- 제22보병사단 제53보병연대장
- 육군교육사령부 교육처장
- 제7기동군단 작전참모
- 육군개혁위원회 군사혁신처장
- 제1야전군사령부 동원처장
- 제1야전군사령부 작전처장
- 2002년~2003년 육군 제1군사령부 작전처장
- 2003년~2005년 육군 제2보병사단 사단장
- 2005년~2006년 육군본부 정보작전부장
- 2006년~2008년 육군 제5군단 군단장
- 2008년~2010년 육군교육사령부 사령관
- 2010년~2012년 2월 한나라당 천안함 공격대책특별위원회 자문위원
- 2010년 7월 28일: 2010년 상반기 재보궐선거 당선(강원 철원군·화천군·양구군·인제군, 한나라당, 초선)
- 2010년 건양대학교 행정학 명예박사
- 2010년 8월~2012년 2월 한나라당 강원도당 철원군·화천군·양구군·인제군 당원협의회 위원장
- 2010년 9월~2012년 2월 한나라당 정책위원회 국방정책조정위원회 부위원장
- 2011년 2월~2018년 1월: 한국군사학회 이사장
- 2011년 5월 한나라당 원내부대표
- ~2012년 2월 한나라당 정책위원회 부의장
- 2012년 2월~2016년 5월 새누리당 강원도당 철원군·화천군·양구군·인제군 당원협의회 위원장
- 2012년 2월 새누리당 정책위원회 부의장
- 2012년 4월 11일: 대한민국 제19대 국회의원 선거 당선(강원 철원군·화천군·양구군·인제군, 새누리당, 재선)
- 2012년 6월 강원도국회의원협의회 회장
- 2015년 6월 제13대 한국청소년연맹 총재
- 2017년 2월~2018년 2월 자유한국당 강원도당 홍천군·철원군·화천군·양구군·인제군 당원협의회 위원장
- 2018년 1월~: 한국군사학회 명예이사장
- 2018년 5월~2018년 6월: 자유한국당 정창수 강원도지사 후보 선거대책위원장
- 자유한국당 제7회 전국동시지방선거 강원도당 선거대책위원회 공동총괄본부장
- 2018년 10월 : 자유한국당 남북군사합의검증특위원회 위원
- 2019년 1월~2020년 2월 : 자유한국당 강원도당 홍천군·철원군·화천군·양구군·인제군 당원협의회 위원장
- 2019년 2월 : 자유한국당 북핵외교안보특별위원회 자문위원
- 자유한국당 실버세대위원회 위원장
- 2020년 2월~2020년 5월: 미래통합당 강원도당 홍천군·철원군·화천군·양구군·인제군 당원협의회 위원장
- 2020년 4월 15일: 대한민국 제21대 국회의원 선거 당선(강원 춘천시·철원군·화천군·양구군 을, 미래통합당, 3선)
- 2020년 5월~2020년 9월: 미래통합당 강원도당 춘천시·철원군·화천군·양구군 을 당원협의회 위원장
- 2020년 6월~2020년 9월: 미래통합당 비상대책위원회 외교안보특별위원회 부위원장
- 2020년 7월~2020년 9월: 미래통합당 강원도당 위원장
- 2020년 9월~2021년 6월: 국민의힘 비상대책위원회 외교안보특별위원회 부위원장
- 2020년 9월~2021년 7월: 국민의힘 강원도당 위원장
- 2020년 9월~: 국민의힘 강원특별자치도당 춘천시·철원군·화천군·양구군 을 당원협의회 위원장
- 2020년 9월 : 국민의힘 북한의 우리 국민 사살·화형 만행 진상조사 태스크포스 팀장
- 2021년 3월~: 사단법인 훈민정음기념사업회 고문
- 2021년 3월~2021년 4월: 2021년 재보궐선거 국민의힘 서울특별시장 보궐선거 선거대책위원회 명예선대본부장
- 2021년 6월 : 국민의힘 군 성범죄 진상규명 및 재발 방지 특별위원회 위원
- 2021년 6월~2021년 11월: 국민의힘 사무총장
- 2021년 7월~2021년 8월: 국민의힘 대선경선준비위원회 부위원장
- 2021년 7월~2021년 11월: 국민의힘 조직강화특별위원회 위원장
- 2021년 8월~2021년 11월: 제20대 대통령 선거 국민의힘 대통령 후보경선 선거관리위원회 부위원장
- 2021년 12월~2022년 1월: 제20대 대통령 선거 국민의힘 살리는 선거대책위원회 총괄특보단 국방안보특보단장
- 2021년 12월~2022년 3월: 제20대 대통령 선거 국민의힘 살리는 선거대책위원회 강원 선거대책위원회 선거대책위원장단 총괄선거대책위원장 겸 의장단 의장
- 2022년 1월~2022년 3월: 제20대 대통령 선거 국민의힘 윤석열 대통령 후보 직속 총괄특보단 국방안보특보단장
- 2022년 3월~2022년 8월: 국민의힘 사무총장
- 2022년 3월~2022년 5월: 제8회 전국동시지방선거 국민의힘 공천관리위원회 부위원장
- 2022년 4월~2022년 5월: 2022년 6월 재보궐선거 국민의힘 공천관리위원회 부위원장
- 2022년 5월~2022년 6월: 제8회 전국동시지방선거 국민의힘 시민이 힘나는 선거대책위원회 선거대책본부장
- 2022년 7월: 국민의힘 국가안보 문란 실태조사 TF 위원장
- 2022년 10월~2022년 12월: 국민의힘 북핵위기대응특별위원회 위원장
- 2022년 11월~2023년 5월: 국민의힘 국가안보위원장
- 2022년 12월: 한-중동 의회외교포럼 공동회장
- 재단법인 한미동맹재단 자문
- 2024년 3월~2024년 4월: 제22대 국회의원 선거 국민의힘 강원특별자치도당 선거대책위원회 공동선대위원장
- 2024년 4월 10일: 대한민국 제22대 국회의원 선거 당선(강원 춘천시·철원군·화천군·양구군 을, 국민의힘, 4선)[3][4]
- 2024년 6월~2024년 7월: 국민의힘 정책위원회 산하 시급한 민생 현안 해결을 위한 외교안특별위원회 위원장
- 2025년 5월~2025년 6월: 제21대 대통령 선거 국민의힘 김문수 대통령 후보 강원 선거대책위원회 총괄선대위원장

## 의정활동
- 2010년 7월~2012년 5월 제18대 국회의원(강원 철원군·화천군·양구군·인제군, 한나라당→새누리당, 초선)
- 2012년 5월~2016년 5월 제19대 국회의원(강원 철원군·화천군·양구군·인제군, 새누리당, 재선)
- 2012년 6월~2013년 6월 새누리당 강원도당 위원장
  - 2012년 7월~2016년 5월 제19대 국회 국방위원회 위원
- 2013년 5월~2014년 5월 새누리당 최고위원
  - 2015년 6월~2016년 5월 제19대 국회 예산결산특별위원회 위원
- 2020년 5월~2024년 5월 제21대 국회의원(강원 춘천시·철원군·화천군·양구군 을, 미래통합당→국민의힘, 3선)
  - 2020년 7월~2021년 7월: 제21대 국회 전반기 국방위원회 간사
  - 2020년 7월~2024년 5월: 국회 글로벌외교안보포럼 구성의원
  - 2020년 7월~2024년 5월: 국민통합포럼 구성의원
    - 2020년 9월: 제21대 국회 전반기 국방위원회 법률안심사소위원회 위원장

  - 2021년 7월~2022년 3월: 제21대 국회 전반기 국방위원회 위원
  - 2022년 3월: 제21대 국회 전반기 정무위원회 위원
  - 2022년 3월~2022년 5월: 제21대 국회 전반기 국방위원회 위원
  - 2022년 7월~2022년 12월: 제21대 국회 후반기 국방위원회 위원
    - 제21대 국회 후반기 국방위원회 예산결산심사소위원회 위원

  - 2022년 12월~2024년 5월: 제21대 국회 후반기 국방위원회 위원장
- 2024년 5월~ 제22대 국회의원(강원 춘천시·철원군·화천군·양구군 을, 국민의힘, 4선)
  - 2024년 6월~2025년 6월 제22대 국회 전반기 예산결산특별위원회 위원
  - 2024년 6월~ 제22대 국회 전반기 국방위원회 위원
    - 제22대 국회 전반기 국방위원회 법률안심사소위원회 위원

  - 2024년 12월~2025년 2월 윤석열정부의 비상계엄 선포를 통한 내란 진상규명 국정조사 특별위원회 위원
  - 2025년 2월~2025년 2월 윤석열정부의 비상계엄 선포를 통한 내란 진상규명 국정조사 특별위원회 간사
  - 2025년 6월~ 제22대 국회 예산결산특별위원회 위원

## 상훈
- 1992년 대통령 표창
- 1999년 보국훈장 삼일장
- 2005년 보국훈장 천수장
- 2010년 보국훈장 국선장
- 2012년 친환경국정감사 우수의원
- 2012년 NGO모니터단 국정감사 우수의원
- 2012년 (사)문화예술유권자총연합회 선정 우수의원
- 2013년 대한민국 국회의원 의정대상
- 2013년 (사)한국언론사협회 대한민국 우수국회의원 대상

## 가족 관계
- 할아버지: 한명리(韓明履)
- 할머니: 청송 심씨
- 아버지: 한정교(韓鼎敎)
- 어머니: 영해 박씨
- 친어머니: 경주 이씨

## 저서
- 오성산 군인(2010년)
- 여의도 졸병된 장군(2011년)

## 논란

### 5·18 광주 민주화 운동에 대한 발언
2014년 5월 18일 페이스북에 "북한의 각종 매체에서는 5·18을 영웅적 거사로 칭송하고 매년 대대적인 기념 행사를 한다. 우리가 북한에서 일어난 일을 기념하는 날이 있는가" 라며 "왜 북한이 우리의 기념일을 이토록 성대하게 기념하는지 궁금하다" 라고 적었다. 이들 두고, 5.18과 북한이 관련이 있다는 것처럼 주장한다는 논란이 있다.

### 세월호 참사 와중의 종북 색출 발언
세월호 승객들에 대한 구조작업이 이루어지고 있던 2014년 4월 20일 한기호는 자신의 페이스북에 “드디어 북한에서 선동의 입을 열었습니다. 이제부터는 북괴의 지령에 놀아나는 좌파 단체와 좌파 사이버 테러리스트들이 정부 전복 작전을 전개할 것입니다. 국가 안보 조직은 근원부터 발본 색출해서 제거하고, 민간 안보 그룹은 단호히 대응해 나가야합니다”라는 글을 올려 논란이 되었다. 그의 글은 세월호 침몰 사고에 대처하는 정부의 무능함에 대한 시민들의 비판을 '종북'으로 매도한 것으로 해석되면서 파문이 일었다. 한기호의 글에 대해 네티즌들은 무능과 무책임에 대한 국민들의 정당한 분노와 비판을 종북프레임으로 뒤집어 씌어 모면하려 한다, 정부를 비판하면 무조건 북한 짓이냐, 무능한 여당의 좌파타령, 자식을 잃고 비탄에 빠진 학부모들의 가슴에 대못을 박고 있다는 등의 비판을 쏟아냈다. 이러한 비판에 대해, 한 최고위원은 이후 자신의 페이스북에 "북한이 이번 참사 수습을 무능한 정부 탓이라고 비난한 것이 사실 아닌가요? 여기에 놀아나서는 안 된다는데 문제가 있나요?"라는 글을 게시하기도 했으나 파문이 커지자 해당 글을 삭제하고 페이스북 계정을 비공개로 전환했다.

### 순직 중위 귀책 사유 발언
2013년 임신한 몸으로 복무 중 순직한 중위에 대해 "그분에게도 상당한 귀책 사유가 있다"는 발언을 해서 논란이 되었다. 발언 다음 날 새누리당은 본의 아니게 심려를 끼친 데 대해 진심으로 사과드린다는 입장을 밝혔으며, 한기호 의원은 국회 국방위원회 간사직에서 교체되었다.

### 민주당을 "내부의 적"에 빗댄 발언
2013년 8월12일 새누리당 최고위 회의에서 "정부 당국이 아무리 철통같이 안보에 주력한다 하더라도 내부의 적이 법과 질서를 문란하게 하거나 평화를 깨는 행위를 계속한다면 대한민국의 안보는 위협을 받게 될 것이다. 이적행위를 일삼으며 북한세력에 동조하고 국가를 혼란에 빠뜨리는 세력에 대해서는 정부 당국이 철저하게 색출해야한다"며 민주당을 '내부의 적'에 빗대 민주당으로부터 공개사과 요구를 받았으며, 민주당은 윤리특별위원회 제소도 추진한 바 있다.

### 교육은 관심사 아니라는 발언
자신의 지역구인 화천군에서 중·고생들간 '폭력·금품 뺏기·상납' 전모가 밝혀져 지역사회가 큰 충격에 빠진 사건에 대해 한기호 의원은 "(사건을)모르겠는데. 제가 국방 쪽에서 일해 와서 이쪽(교육계) 관심사가 아니다"라며 자신이 교육 쪽에 관심도 없고 아는 게 없다는 뜻의 발언을 해 교육계와 학부모들로부터 비난을 받았다.

### "5·16은 구국의 혁명" 발언
2012년 대선을 앞두고 한기호 의원은 5·16군사정변의 성격에 관한 논란과 관련해 "현행법상 쿠데타지만 역사적으로 시간이 흐른 이후에는 결론적으로 구국의 혁명일 수 있다"고 주장해 파문이 일기도 했다. 이밖에도 같은 해 9월17일에는 박근혜 후보의 역사인식에 대한 반발과 관련, 자신의 트위터에 "역사를 쓰는 일에만 몰두해서 과거로 발목잡기를 하는 세작(간첩)들이 있다"며 '세작(간첩)'이라는 표현을 사용해 막말 논란이 일었다.

### 십자가 밟기 발언
2012년 6월 8일 평화방송 라디오 '열린세상 오늘 서종빈입니다' 인터뷰에서 "종북 의원을 가려낼 수 있느냐"는 사회자의 질문에 한기호 의원은 "얼마든지 가려낼 수 있다. 옛날 천주교가 들어와 (신도를 가려내려고) 십자가를 밟고 가게 한 적이 있지 않으냐. 북핵 문제, 3대 세습, 주한미군 철수, 천안함·연평도 사건 등의 문제에 질문하면 대답이 나올 것"이라고 발언했다. 이에 대해 민주당은 의원직 사퇴를 요구하며 비판했고, 비난이 확산되자 한 의원은 "(십자가 발언은) 어디까지나 종북 국회의원의 사상검증을 명확히 하자는 취지였다"며 천주교와 신자들에게 사과했다.

### 수통 100년 됐든 무슨 상관이냐는 발언
2015년 9월 국방부에서 실시된 국회 국방위원회 국정감사에서 김광진 의원이 장병들이 오래되고 비위생적인 수통을 사용하는 환경을 개선하기 위해 예산을 편성해 노후 수통 전량 교체가 가능하도록 했는데도 일선부대에서 헌 수통을 쓰는 것을 지적하면서 한민구 국방부장관을 질타하자 “수통이 빵꾸나지 않고 사용만 제대로 할 수 있으면 50년이 됐든 100년이 됐든 무슨 상관이냐?”고 답변하였다. 한기호 의원의 수통 발언에 "50년~100년 된 수통을 사용하라는 것이냐"는 논란이 일자 한기호 의원은 "모든 군수품 정비를 잘해 '닦고 조이고 기름치자'는 의미였다"고 말했다.

## 역대 선거 결과
|  | 42.55% |

|  | 63.23% |

|  | 52.07% |

|  | 53.93% |

## 소속 정당
| 소속 정당 | 소속 정당  | 소속 기간 | 비고      |
| --------- | ---------- | --------- | --------- |
|           | 한나라당   | 2010~2012 | 정계 입문 |
|           | 새누리당   | 2012~2017 | 당명 변경 |
|           | 자유한국당 | 2017~2020 | 당명 변경 |
|           | 미래통합당 | 2020      | 합당      |
|           | 국민의힘   | 2020~현재 | 당명 변경 |

## 같이 보기
- 양구군의 국회의원
- 인제군의 국회의원
- 철원군·화천군·양구군·인제군
- 철원군의 국회의원
- 춘천시·철원군·화천군·양구군 을
- 춘천시의 국회의원
- 화천군의 국회의원